# Santa Cecilia (La Coruña)
Santa Cecilia (en gallego y oficialmente, Santa Icía) es una aldea española situada en la parroquia de Morás, del municipio de Arteijo, en la provincia de La Coruña, Galicia.

## Demografía
| Gráfica de evolución demográfica de Santa Icía entre 2000 y 2018 |
|                                                                  |
| Datos según el nomenclátor publicado por el INE.                 |